# 高嶋平介 (3代)
高嶋 平介（たかしま へいすけ、1913年〈大正2年〉5月22日 - 2006年〈平成18年〉2月24日）は、日本の実業家。兵庫漬物（現・兵漬兵庫食品）社長。

## 経歴
兵庫県武庫郡御影町東明（現神戸市東灘区御影塚町）出身。平介の長男。1935年、関西学院高等部商業学科卒業。1938年、中央産業に入社。1941年、退社。1944年、高嶋平介商店に入り専務。
1946年、先代平介隠居により襲名、社長に就任。1947年、兵庫漬物設立、社長に就任。1959年、兵庫新菱自動車設立、社長に就任。兵庫新和自動車取締役を兼ねる。

## 人物
趣味はスポーツ。宗教は真宗。住所は兵庫県神戸市東灘区御影塚町。

## 家族・親族
高嶋家
- 父・平介（1876年 - ?、味醂焼酎醸造並奈良漬製造業、高嶋平介商店社長）[5]
- 妻（1920年 - ?、兵庫、播村政太郎の長女）[5]
- 長女、二男、三男[1]